# Carles Martínez Novell
Carles Martínez Novell, né le 18 mai 1984 à Barcelone (Espagne), est un entraîneur de football espagnol. 
Il est depuis 2023 l'entraîneur du Toulouse FC.

## Carrière

### Entraîneur de jeunes et adjoint
Le 8 décembre 2022, il rejoint le Toulouse FC en tant qu'entraîneur adjoint et responsable de la méthodologie de l'équipe professionnelle de Philippe Montanier. Le club entame une excellente seconde partie de saison et remporte la coupe de France après 66 ans d'attente.

### Première expérience au Toulouse FC
Le 14 juin 2023, le Toulouse FC, annonce sa nomination en tant qu'entraîneur principal en remplacement de Philippe Montanier.